# Tom Vandendriessche
Tom Vandendriessche, né le 27 octobre 1978 à Louvain, est un homme politique belge, membre du Vlaams Belang (VB). Il est député européen depuis 2019. 

## Biographie
Vandendriessche est titulaire d'un Master en sciences politiques et d'un Master en économie de l'université de Gand. Pendant ses études secondaires, il a été président du syndicat flamand des étudiants nationalistes (NJSV) de Bruges. De 2001 à 2004, il a également été président du cercle d'étudiants catholiques KVHV de Gand. 
En 2000, Vandendriessche a été impliqué dans un incident entre des partisans du Vlaams Blok et des militants de gauche dans le quartier étudiant de Gand, au cours duquel Vandendriessche a donné plusieurs coups de pied à un militant. En première instance, il a été condamné à un mois de prison ferme et à une amende pour avoir porté des coups et des blessures. Cette condamnation a été réformée par la Cour d'appel et Vandendriessche obtient la suspension du prononcé. Cette peine signifie que la cour a estimé que les faits sont avérés, mais qu'elle ne prononce pas de peine. Il a toutefois dû payer une indemnité à la victime. 
En 2005, il réalise un stage chez Katoen Natie puis, en 2006, il commence à travailler dans l'administration flamande. En 2008, il devient collaborateur chargé de l'assurance qualité à la Hogeschool Gent puis, en 2009, analyste commercial pour l'agence flamande Kind en Gezin. En 2013, il devient auditeur pour Audio, une organisation qui effectue des audits internes auprès des autorités locales flamandes. En 2014, il devient auditeur externe auprès de l'Agence flamande Audit Vlaanderen. Parallèlement, il devient directeur commercial de l'entreprise verwarmslimmer.be, qui remporte le prix de la start-up de l'année décerné par la section Flandre-orientale de l'UNIZO en 2015.

### Carrière politique
En 2016, Vandendriessche est engagé par le groupe Europe des Nations et des Libertés au Parlement européen, auquel appartient le Vlaams Belang. Il en devient le porte-parole et l'attaché de presse en 2018. Parallèlement, il publie des analyses politiques pour le site nationaliste-conservateur flamand SCEPTR entre 2016 et 2017.
Lors des élections européennes de mai 2019, il est le premier suppléant sur la liste du Vlaams Belang et obtient près de 69 000 voix de préférence. L'élue Patsy Vatlet renonce à siéger et Vandendriessche accède au Parlement européen en juillet 2019. Avec Gerolf Annemans et Filip De Man, il siège au sein du groupe européen Identité et démocratie (ID), créé le 13 juin 2019 pour succéder au groupe Europe des nations et des libertés.
Outre son mandat d'eurodéputé, Vandendriessche est directeur du service d'études du Vlaams Belang depuis février 2020, ce qui fait également de lui un membre du bureau exécutif du parti. Il est considéré comme le principal conseiller du président Tom Van Grieken.
Lors des élections européennes de juin 2024, Tom Vandendriessche est la tête de liste de son parti. Il est réélu avec le meilleur score électoral de Flandre, avec 318 151 voix. Il s'agit également du deuxième meilleur résultat électoral de Belgique en 2024, derrière Sophie Wilmès (543 821 voix). Il rejoint le nouveau groupe des Patriotes pour l'Europe (PfE) qui remplace Identité et démocratie.

## Affaires judiciaires
En juin 2024, deux journaux, Humo et Apache, révèlent que l'Office européen de lutte antifraude a ouvert une enquête contre Vandendriessche en 2023. L'enquête concernerait des irrégularités et des violations des obligations légales des eurodéputés, mais peu de détails sont encore disponibles.
En juin 2024, la Cour d'appel d'Anvers condamne l'entreprise américaine Meta à lui verser 27 000 € de dommages et intérêts pour l'avoir banni furtivement de Facebook. Meta arguait que ce shadow ban avait été décidé à la suite de plusieurs publications contrevenant à sa réglementation en matière d'incitation à la haine, mais la cour a considéré que Meta n'avait pas appliqué des procédures suffisamment claires pour justifier cette mesure.

## Prises de position
Il s'est fortement opposé au pacte migratoire européen. Il a affirmé qu'il n’aurait pas pour but de freiner la migration mais au contraire d’attirer plus de migrants sur le continent européen, le qualifiant de « remplacement délibéré et organisé ». Il emploie le terme « omvolking », qui renvoie à la théorie du "Grand remplacement", dans l'enceinte du Parlement européen, ce qui provoque les protestations d'autres députés, qui estiment le terme issu de la terminologie nazie.